# 普拉迪纳 (阿韦龙省)
普拉迪纳（法語：Pradinas）是法国阿韦龙省的一个市镇，属于罗德兹区（Rodez）巴拉屈埃维尔索韦泰尔县（Baraqueville-Sauveterre）。该市镇2009年时的人口为360人。

## 人口
普拉迪纳人口变化图示
| 数据来源：INSEE |